# 高知市民図書館
高知市民図書館（こうちしみんとしょかん、英：Kochi Municipal Library）は、本館が高知県高知市本町五丁目1番30号にあった図書館。2015年（平成27年）12月28日に、旧本館は閉館した。
2018年（平成30年）7月24日より、高知県立図書館との共同運営により「オーテピア高知図書館」（オーテピアこうちとしょかん）として改装リニューアルした。

## 施設
市民図書館 旧本館
1949年9月設立。本町五丁目1番30号にあり、本館（1967年10月竣工）と新館（1991年7月竣工）からなるが、2015年12月に閉鎖された。2016年5月以降に解体された。
- 1階 こども室（246.0m2）、新聞コーナー(24.8m2)、移動図書館・配送室(45.6m2)
- 2階 成人室（562.9m2）、視聴覚ライブラリー（138.5m2）、点字図書館（112.5m2）
- 3階 視聴覚ホール（75.6m2）、事務室、調査室、研究室、装備室など

※書庫は5層建て
移動図書館
1951年4月開設。主として周辺地域の住民に図書を提供するために、2台の移動図書館と配本車1台を配備し、77のステーションや学校を月1回巡回するとともに、90の配本所・幼稚園・保育所にも月1回図書や紙芝居を届けるなど年間17万冊を貸出している。
視聴覚ライブラリー
1970年4月に、市民図書館本館の独立した一機能として開設。視聴覚資料及び機材を収集・整理・保存して、市民の教養、調査、研究、レクリェーション等のために提供している。また、視聴覚・映像資料センターとしての活動を行っている。
地域図書館（分館）・地域図書室（分室）
地域図書館や地域図書室は市民の日常的な読書要求に直接答えるとともに、地域の文化活動の拠点・コミュニティのセンターとして設置された。これらの地域図書館・図書室は、図書館システムのオンライン化により、サービス網での大きな役割を果たしている。窓口業務については地元の運営委員会に業務委託をしている。
分館（6箇所）
- 旭市民図書館
- 潮江市民図書館
- 長浜市民図書館
- 江ノ口市民図書館
- 下知市民図書館
- 春野市民図書館

分室（15箇所）
- 三里ふれあいセンター図書室
- 鴨田ふれあいセンター図書室
- 初月ふれあいセンター図書室
- 一宮ふれあいセンター図書室
- 高須ふれあいセンター図書室
- 介良ふれあいセンター図書室
- 朝倉ふれあいセンター図書室
- 秦ふれあいセンター図書室
- 五台山ふれあいセンター図書室
- 大津ふれあいセンター図書室
- 布師田ふれあいセンター図書室
- みませふれあいセンター図書室
- 浦戸ふれあいセンター図書室
- 鏡図書室
- 土佐山図書室

点字図書館
1967年11月に、高知点字図書館を併設。いまでこそ公共図書館も障害者サービスを積極的に行うようになっているが、高知点字図書館設立された1967年当時の図書館界には、まだこうした考え方が広がらず一般的なものとなっていなかった。公共図書館に点字図書館を併設し、その一体的運営により視覚障碍者サービスを積極的に展開していく取り組みは先進的なものだった。
子ども科学図書館
1981年1月、高知市教育研究会理科部会の「標本に名前をつける会」や「小・中学生の科学展」などの蓄積のうえに、21世紀を担う子どもたちが自然を豊かにとらえるための科学学習の基地として、全国的にもユニークな子ども科学図書館が開設された。昆虫標本や各種標本、実験設備などを整備し、学校教育の一環として、また親子学習の広場や子どもたちの科学研究活動の場として活用されている。
運営については「高知市子ども科学図書館運営委員会」に委託し、事業の企画・推進など、子どもたちや市民の要望にこたえている。また、資料充実や運営推進のため、専門家の指導を受けている。

## 沿革
- 1949年（昭和24年）9月 - 市議会の蔵書を母体に市民図書館誕生
- 1950年（昭和25年）4月 - 移動図書館の前身として貸出文庫を開設
- 1951年（昭和26年）4月 - 移動図書館（図書館バス）を開設
- 1953年（昭和28年）7月 - 出版事業を始める
- 1957年（昭和32年）6月 - 旭市民図書館（分館）を開設
- 1961年（昭和36年）6月 - 潮江市民図書館（分館）を開設
- 1963年（昭和38年）7月 - 長浜市民図書館（分館）を開設
- 1964年（昭和39年）10月 - 江ノ口市民図書館（分館）を開設
- 1967年（昭和42年）12月 - 図書館本館を新築、点字図書館を併設
- 1971年（昭和46年）7月 - 下知市民図書館（分館）を開設
- 1980年（昭和55年）4月 - 新築された木村会館内に旭分館移転
- 1981年（昭和56年）1月 - 潮江分館新築移転、こども科学図書館を併設
- 1982年（昭和57年）
  - 3月 - 年間貸出冊数100万冊を超える
  - 4月 - 長浜分館、新築の長浜文化センター内へ移転
- 1989年（平成元年）6月 - みませ分室を開設、5分館・12分室体制へ
- 1991年（平成3年）7月 - 市民図書館本館に新館落成、エレベータ設置
- 1997年（平成9年）3月 - 図書館情報システム本館と5分館で稼働
- 1999年（平成11年）4月 - 図書館情報システム分室を含め全稼働
- 2004年（平成16年）7月 - 浦戸ふれあいセンターに図書室開設（分室）
- 2005年（平成17年）
  - 4月 - 鏡図書室（分室）を開設
  - 5月 - 土佐山図書室（分室）を開設
- 2008年（平成20年）3月 - 春野市民図書館（分館）を開設
- 2009年（平成21年）6月 - 江ノ口分館、現位置で新築された江ノ口コミュニティセンター内に移転
- 2015年（平成27年）12月28日 - 移転のため市民図書館本館が閉鎖となり、仮設図書館の開館まで3か月間の臨時休館に入った。最後の開館日となる12月27日には閉館式が行われた。
- 2016年（平成28年）
  - 4月 - 旧高知市立追手前小学校の西側跡地に仮設図書館が開館
  - 5月以降 - 市民図書館本館の解体
- 2018年（平成30年）7月24日 - 旧高知市立追手前小学校の跡地（高知市追手筋二丁目1番1号）に建設された複合施設「オーテピア」内に、高知市民図書館本館と高知県立図書館の共同運営による「オーテピア高知図書館」が開館。都道府県立図書館と市立図書館の合築は日本初。

## 主な出版
- こども小砂丘賞作品集
- 『高知県人名事典』 1970年（昭和45年）
- 池田真澄著『土佐の仏像』 1979年（昭和54年）
- 『高知県歴史辞典』 1980年（昭和55年）
- 宮地美彦著『土佐方言集』 2008年（平成20年）

## 利用情報

### 旧高知市民図書館
開館時間
- 本館 火～金 9:30～19:00／土・日 9:30～17:00
- 地域図書館 火～金 10:00～18:00／土・日 10:00～17:00
- 地域図書室 火～金 13:00～17:00／土 10:00～17:00／日 10:00～13:00
- 子ども科学図書館 水・木 13:00～17:00／土・日 10:00～17:00

休館日
- 月曜日、毎月20日、5月4日、蔵書点検期間（3月中およそ5日間）
- 年末・年始（12月28日から翌年1月4日まで）
- 国民の祝日（月曜日と祝日が重なる場合は、火曜日も休館日となる）